# Suchodilśk
Suchodilśk (ukr. Суходільськ) – miasto na Ukrainie w obwodzie ługańskim.
Stacja kolejowa.

## Historia
Miasto od 1972. W 1975 liczyłо 25,9 tys. mieszkańców.
W 1989 liczyłо 28 382 mieszkańców.
3 lutego 1994 roku w mieście doszło do wzięcia zakładników w przedszkolu „Teremok”. Był to pierwszy atak terrorystyczny w historii niepodległej Ukrainy.
W 2013 liczyłо 21 061 mieszkańców.
Od 2014 roku jest pod kontrolą Ługańskiej Republiki Ludowej.